# Paragomphus zambeziensis
Paragomphus zambeziensis – gatunek ważki z rodziny gadziogłówkowatych (Gomphidae).